# Vinodoli törvénykönyv

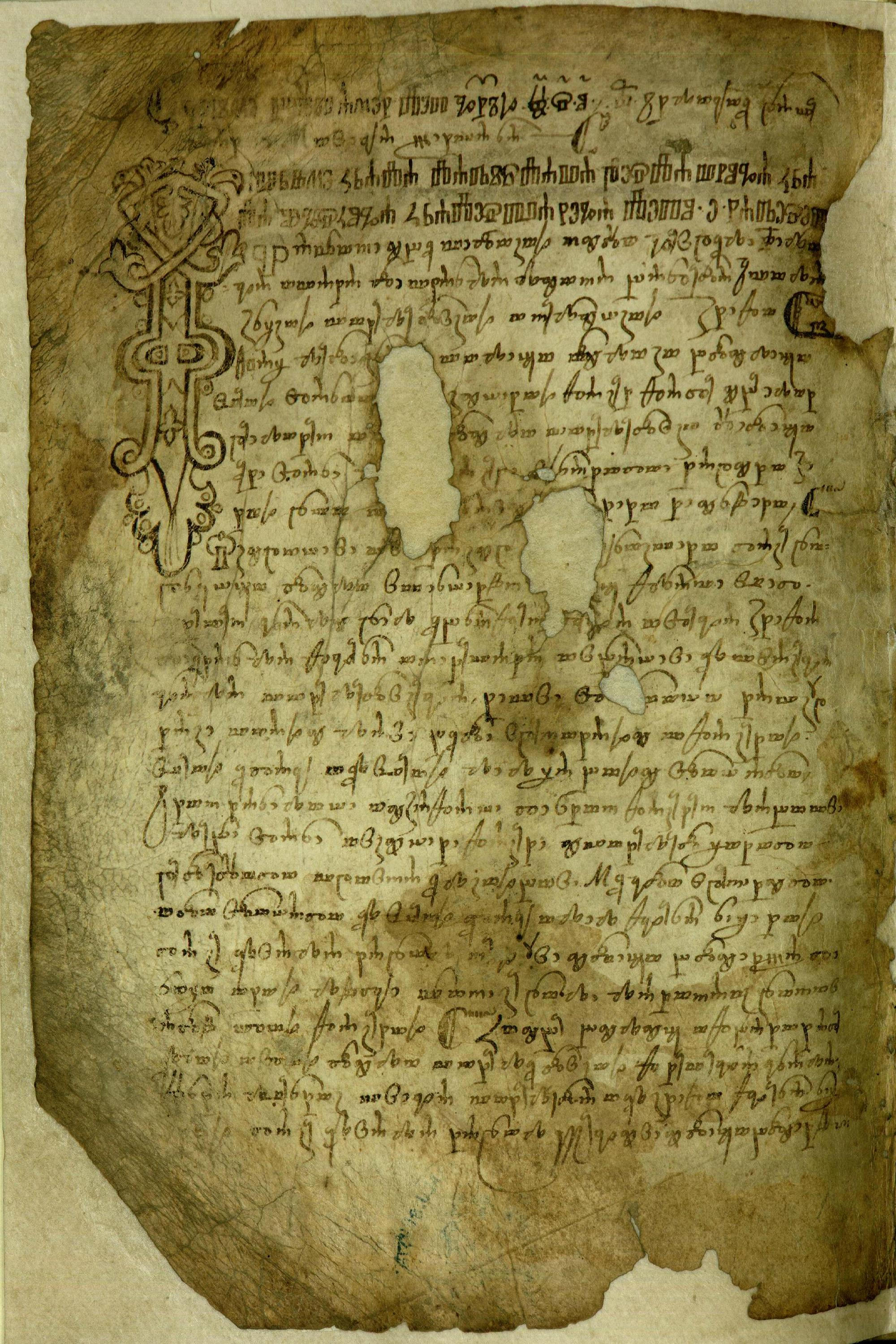
A vinodoli törvénykönyv egy lapja

A vinodoli törvénykönyv (horvátul vinodolski zakonik) a horvátok egyik legfontosabb kultúrtörténeti emléke, Európa egyik legelső ilyen tárgyú középkori dokumentuma. A kézirat 14 lapból, 28 oldalból áll.

## Története
1288. január 6-án Noviba hívták össze a Vinodoli völgy tíz közigazgatási egységének, Grobniknak, Trsatnak, Bakarnak, Hreljinnek, Driveniknek, Grižanénak, Bribirnek, Ledenicának és Novigradnak (a mai Novi Vinodolskinak) a képviselőit, hogy uruk, Frangepán Lénárd herceg jelenlétében megalkossák a Vinodol életét szabályzó törvényi előírásokat. Írásba fektették a régi közösségi élet szabályait, melyeket új előírásokkal egészítettek ki, egyúttal szabályozták a hűbéri viszonyokat és a hűbérúr iránti kötelezettségeket. Ezeknek a normáknak az összessége a glagolita betűkkel tengermelléki ča nyelvjárású horvát nyelven íródott vinodoli törvénykönyv egyúttal az egyik legrégibb horvát nyelvemlék, a középkori horvát jogalkotás mesterműve. A dokumentum megnevezi Novinak a gyűlésen részt vevő képviselőit is: Črna ispánt, Petar plébánost, valamint Vukonja Pribonja, Banac Saražin és Bogdan Vučinić kapitányokat.  A törvénykönyv beszél Novinak a központi szerepéről és leírja a város környékét is.
A törvénykönyvet a 19. század közepéig a modrusi káptalan levéltárában őrizték, ekkor figyelt fel rá új tulajdonosa, Edvard Mrzljak a horvát-szlavón pénzügyi igazgatóság főtanácsosa. 1851-ben a kéziratot a zágrábi nemzeti múzeumnak ajándékozta, majd a nemzeti egyetemi könyvtárban helyezték el, ahol ma is őrzik. A városban 1988-ban állított szökőkút őrzi emlékét oldalain a megalkotásában részt vevő vinodoli városok neveivel.

## Külső hivatkozások
- Fakszimile Archiválva 2014. március 2-i dátummal a Wayback Machine-ben – Zágrábi Nemzeti és Egyetemi Könyvtár